# Rhipidia (Rhipidia) alampetis
Rhipidia (Rhipidia) alampetis is een tweevleugelige uit de familie steltmuggen (Limoniidae). De soort komt voor in het Neotropisch gebied.